# Občina (Slovinsko)

Administrativní členění Slovinska (2012)

Občina (česky obec) je základní jednotka místní samosprávy ve Slovinsku, která v rámci zákona nezávisle řídí své vlastní záležitosti a stanovuje odborné právní předpisy v oblastech, které jsou jí povoleny. To z ní dělá ekvivalent obcí tak jak je známe v České republice, od kterých se však liší tím, že vydává základní vyhlášku zvanou statut obce (slovinsky statut občine). Podobně jako obce v České republice jsou i občiny složeny z jednoho nebo více sídel se společnými zájmy obyvatel. Jejím zástupcem je župan (starosta) zvolený většinovým volebním systémem. Občiny v Republice Slovinsko jsou zřízeny Zákonem o místní samosprávě. Podle tohoto zákona se mohou občiny spojovat do provincií. Slovinské občiny nesou, obdobně jako obce v České republice, dle Evropské unie označení LAU 2.

## Občiny ve Slovinsku
Slovinsko je administrativně rozděleno do 212 občin, z nichž 12 má status městské obce (mestna občina).

## Symboly občiny
Každá občina ve Slovinsku má svůj znak, vlajku a obecní svátek.